# Gir-Nationalpark
Der Gir-Nationalpark (Gujarati ગીર રાષ્ટ્રીય ઉદ્યાન અને અભયારણ્ય IAST Gīra rāṣṭrīya udyāna ane abhayāraṇya, Hindi गिर राष्ट्रीय उद्यान IAST Gira rāṣṭrīya udyāna, englisch The Gir Forest National Park and Wildlife Sanctuary) ist ein Naturreservat in Gujarat, Indien. Die 258,71 km² große Kernzone des insgesamt 1153,42 km² umfassenden Gir-Schutzgebietes (gegründet 1965) bildet einen der bekanntesten Nationalparks Indiens. Zusammen mit dem angrenzenden Pania-Schutzgebiet umfasst die geschützte Fläche 1452 km². Berühmt ist der Nationalpark vor allem dafür, dass in seinem Umkreis die einzige wildlebende Population des Asiatischen Löwen existiert. Auch andere seltene Arten wie der Indische Leopard oder die Vierhornantilope sind hier noch in beachtlicher Zahl zu finden.

## Geschichte
Die Wälder von Gir waren einst ein Jagdrevier für den Nawab von Junagadh. Die Löwenjagd zählte in der Geschichte zu den Attraktionen, die auch weiße Großwildjäger in die Wälder lockten. Ab 1900 wurde der Löwe unter Schutz gestellt, doch weiter durch Wilderer bejagt.
Am Beginn des 20. Jahrhunderts existierten nur noch wenige Dutzend Löwen im Bereich des Gir-Forest. In allen übrigen Gebieten Asiens war der Löwe verschwunden. Erst im Jahr 1965 wurde das Gir-Wildschutzgebiet (Gir Wildlife Sanctuary) als erstes Schutzgebiet in Gujarat eingerichtet. Seit 1972 wurden zwei Drittel der einheimischen Maldhari samt ihren Viehherden aus dem Reservat umgesiedelt. Dies und die Umwandlung der Kernzone des Reservats in einen Nationalpark am 21. Mai 1975 markiert den Beginn eines effektiven Schutzes für die Fauna des Gebietes. Durch greifende Schutzmaßnahmen und einen drastischen Anstieg der Beutetierbestände stieg die Zahl der Löwen seitdem an. Im Jahr 1989 wurde zudem das angrenzende Pania-Schutzgebiet ausgewiesen. Im Umkreis des Nationalparks leben heute rund 600 Löwen. Ein Teil der Löwen lebt heute in Satellitenpopulationen um den Park herum. Die Löwen, deren Nahrung um 1900 noch größtenteils aus Haustieren bestand, ernähren sich heute zu 75 % von Wildtieren.

## Schutzgebiete und Vegetation
Der Asiatische Löwe wird heute im weiteren Umkreis des Gir-Nationalparks durch insgesamt fünf Reservate geschützt. Dabei bilden das Gir-Schutzgebiet, der Gir-Nationalpark und das Pania-Schutzgebiet zusammen das 1452 km² große Gir Conservation Area. Diese repräsentiert den eigentlichen Gir-Forest-Block. Zwei weitere, kleinere Reservate, das Mitiyala-Schutzgebiet Sanctuary und das „Girnar-Schutzgebiet“ befinden sich in einiger Entfernung zum Nationalpark. Ein gewisser Austausch der Löwenpopulation ist allerdings auch hier gewährleistet. Das hügelige Gebiet ist von trockenen, laubabwerfenden Wäldern (Kathiarbar-Gir Laub-Trockenwälder), Dornwäldern und Savannen überzogen.

## Fauna

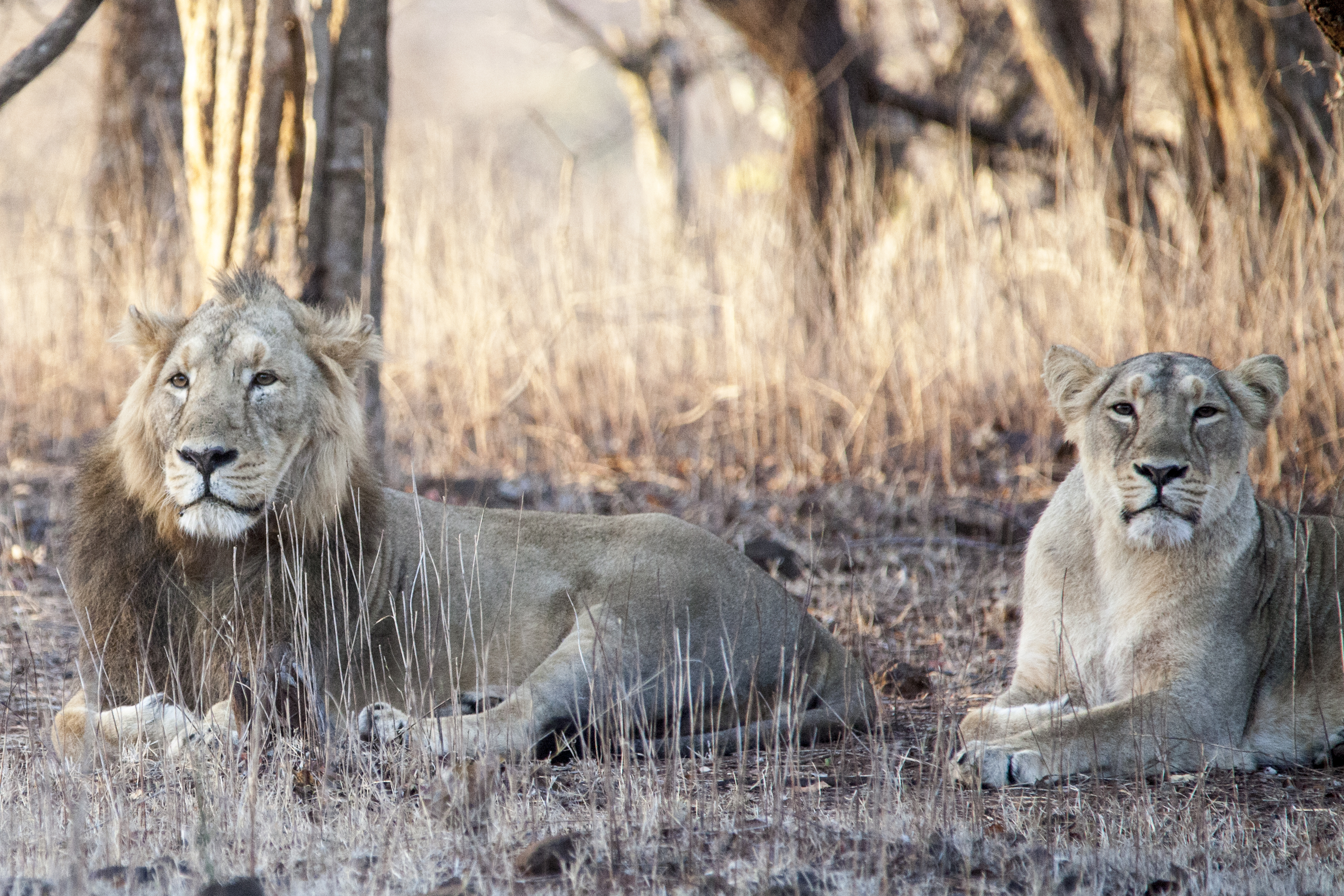
Asiatische Löwen im Gir-Nationalpark
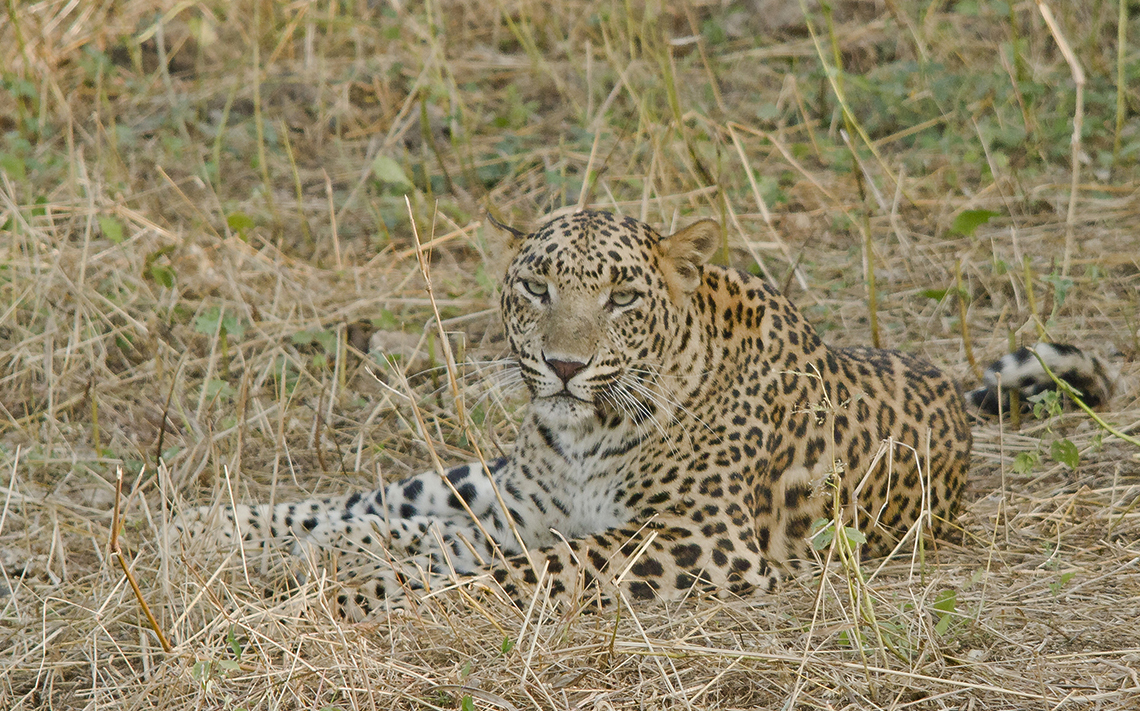
Indischer Leopard im Nationalpark
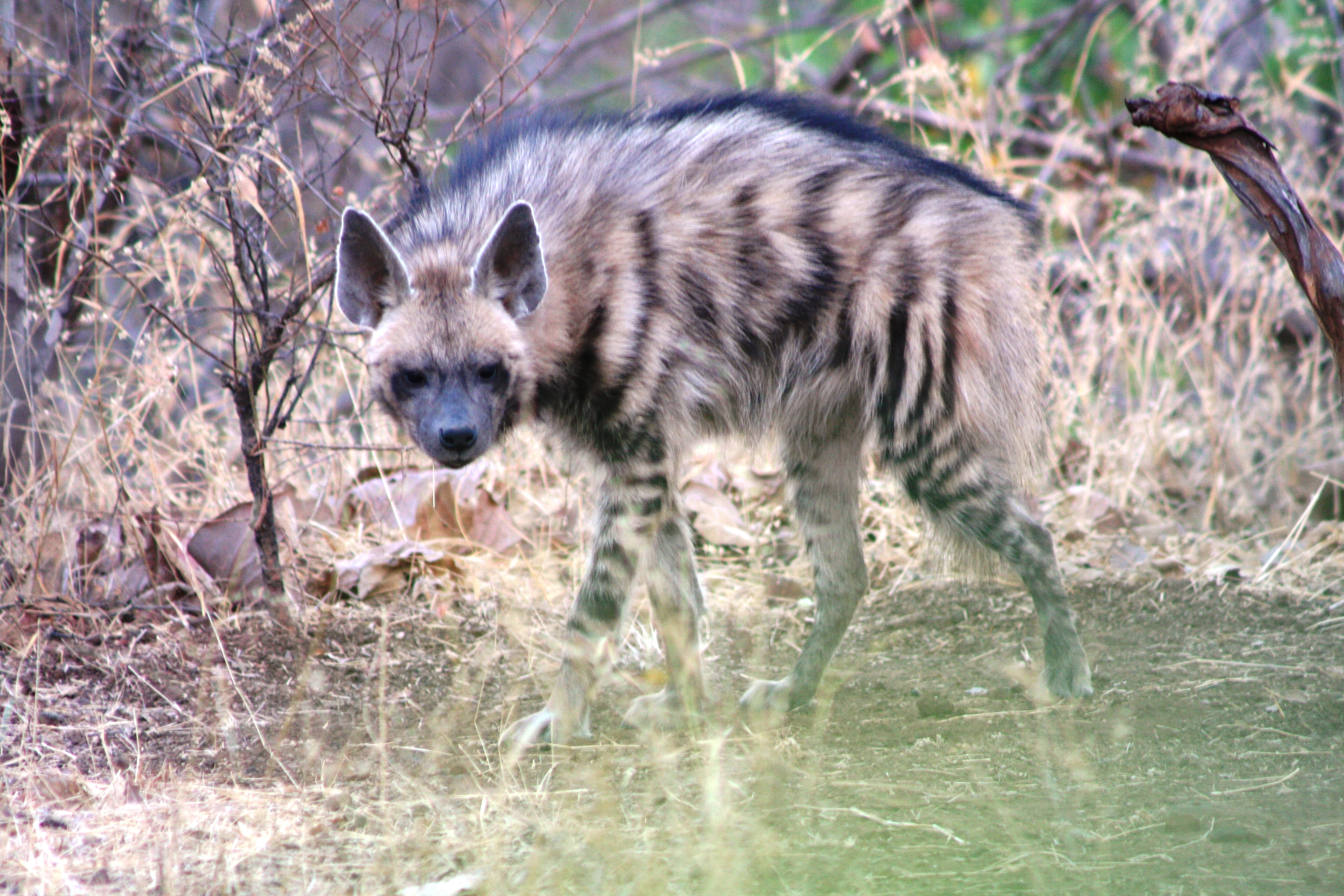
Streifenhyäne
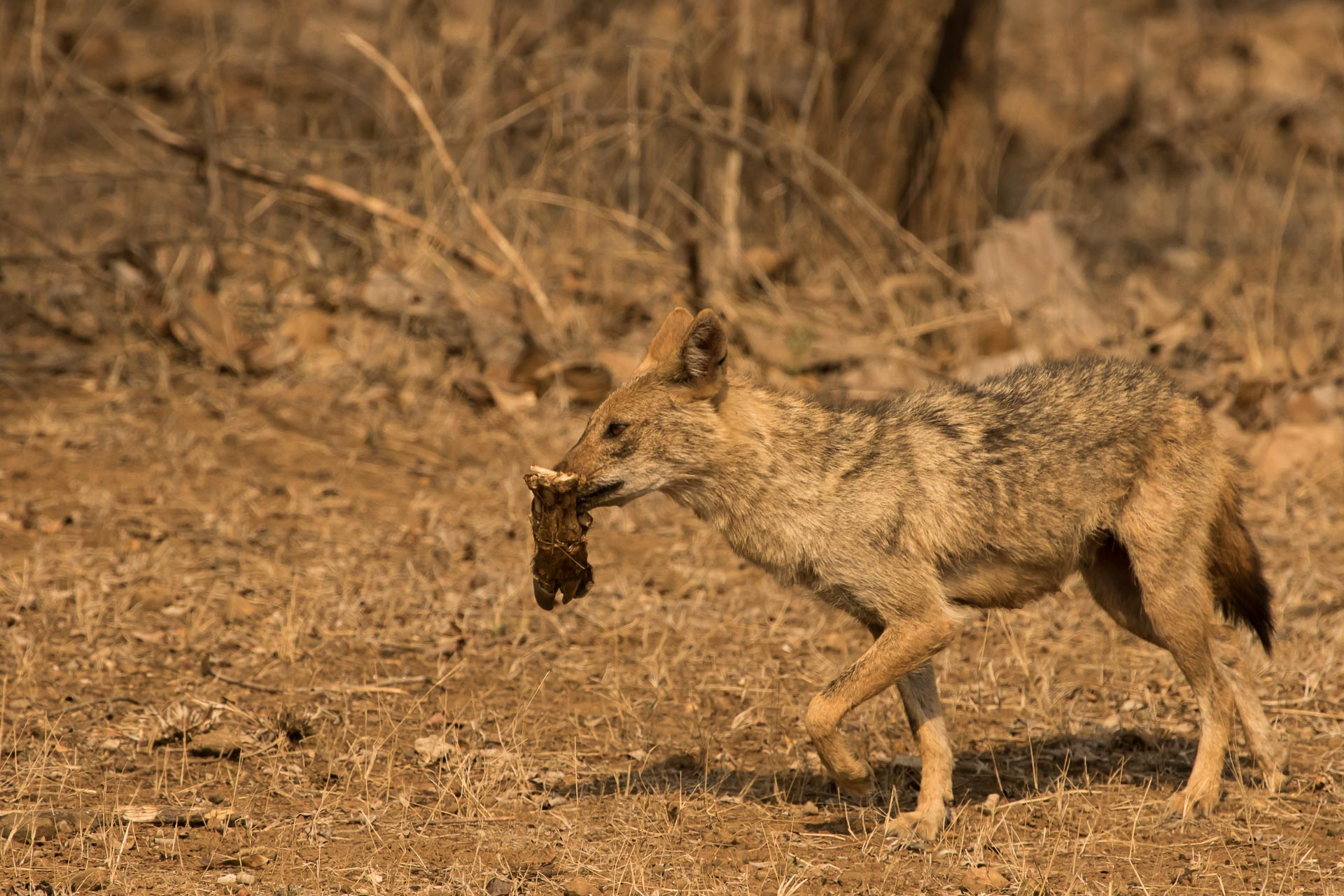
Schakal
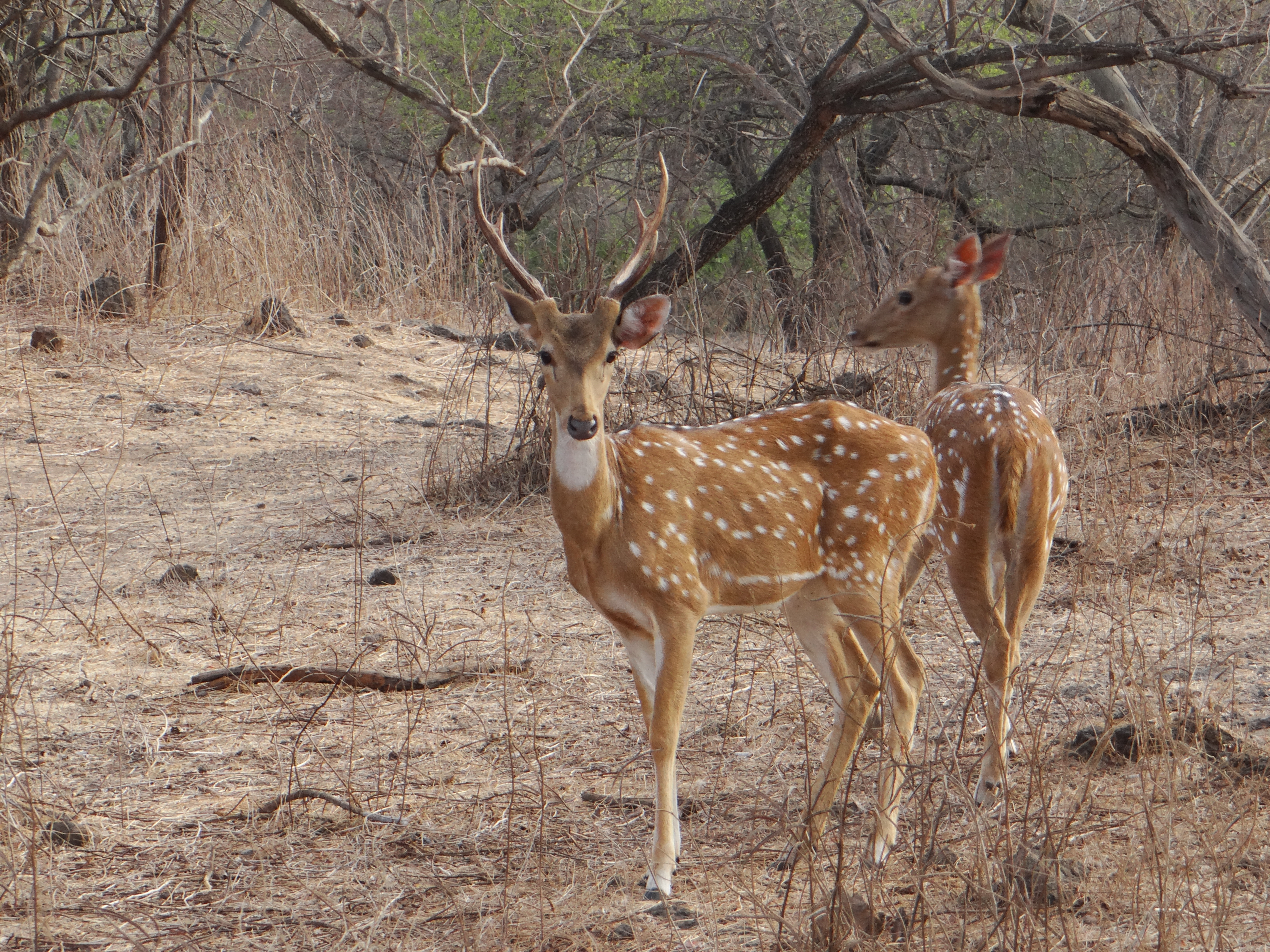
Axishirsche im Park
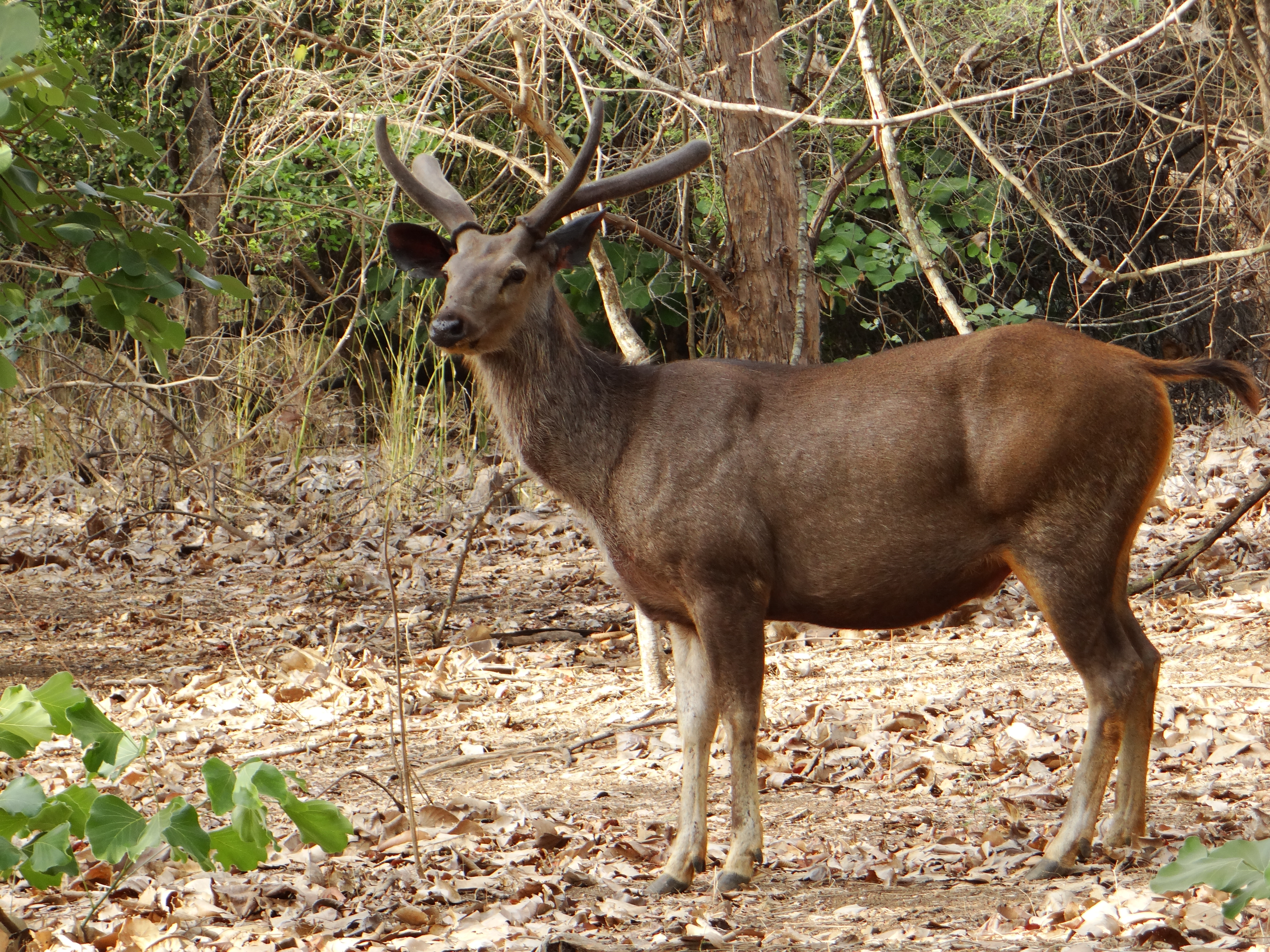
Sambarhirsch im Park
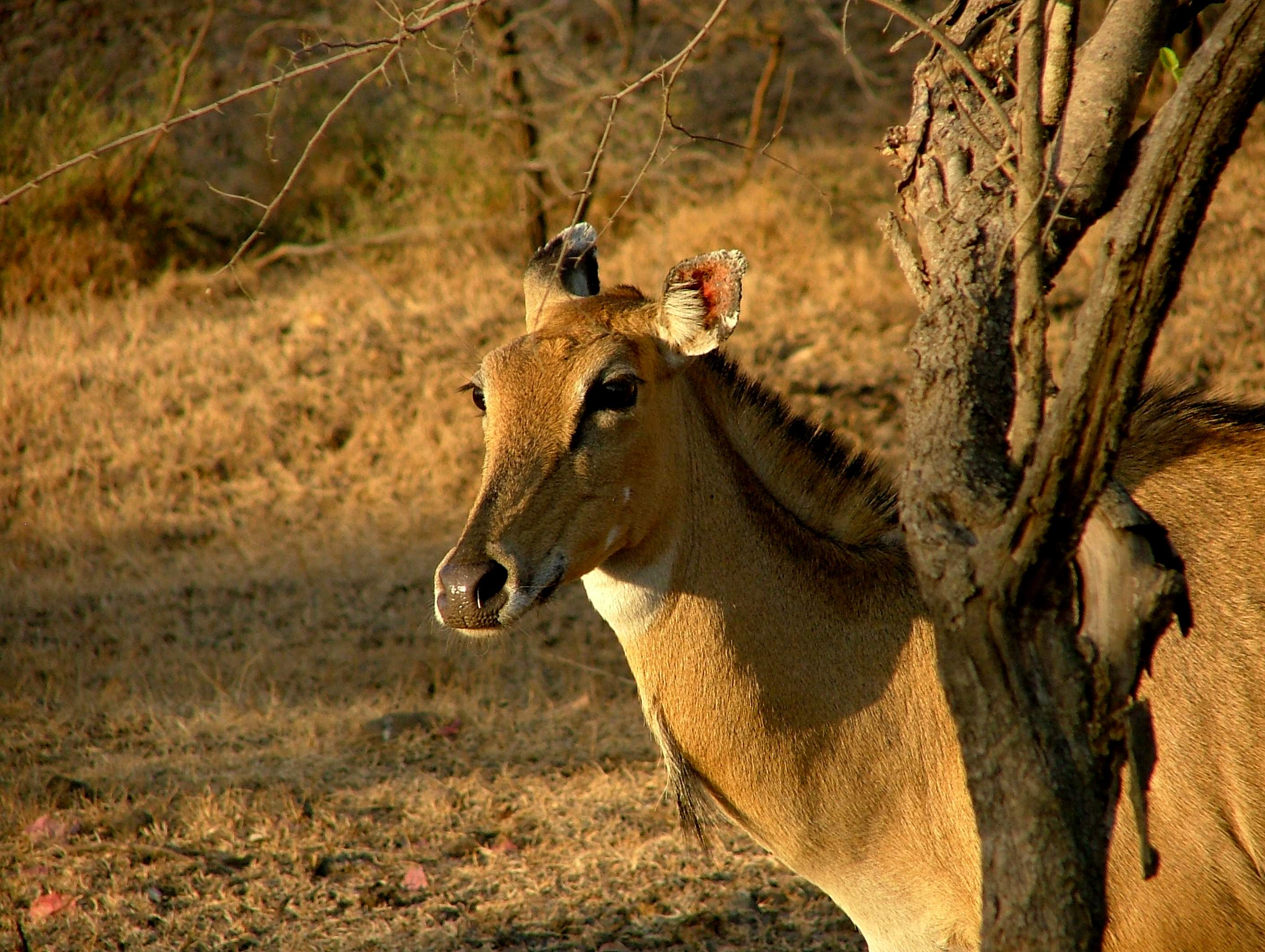
Nilgauantilope im Gir-Nationalpark
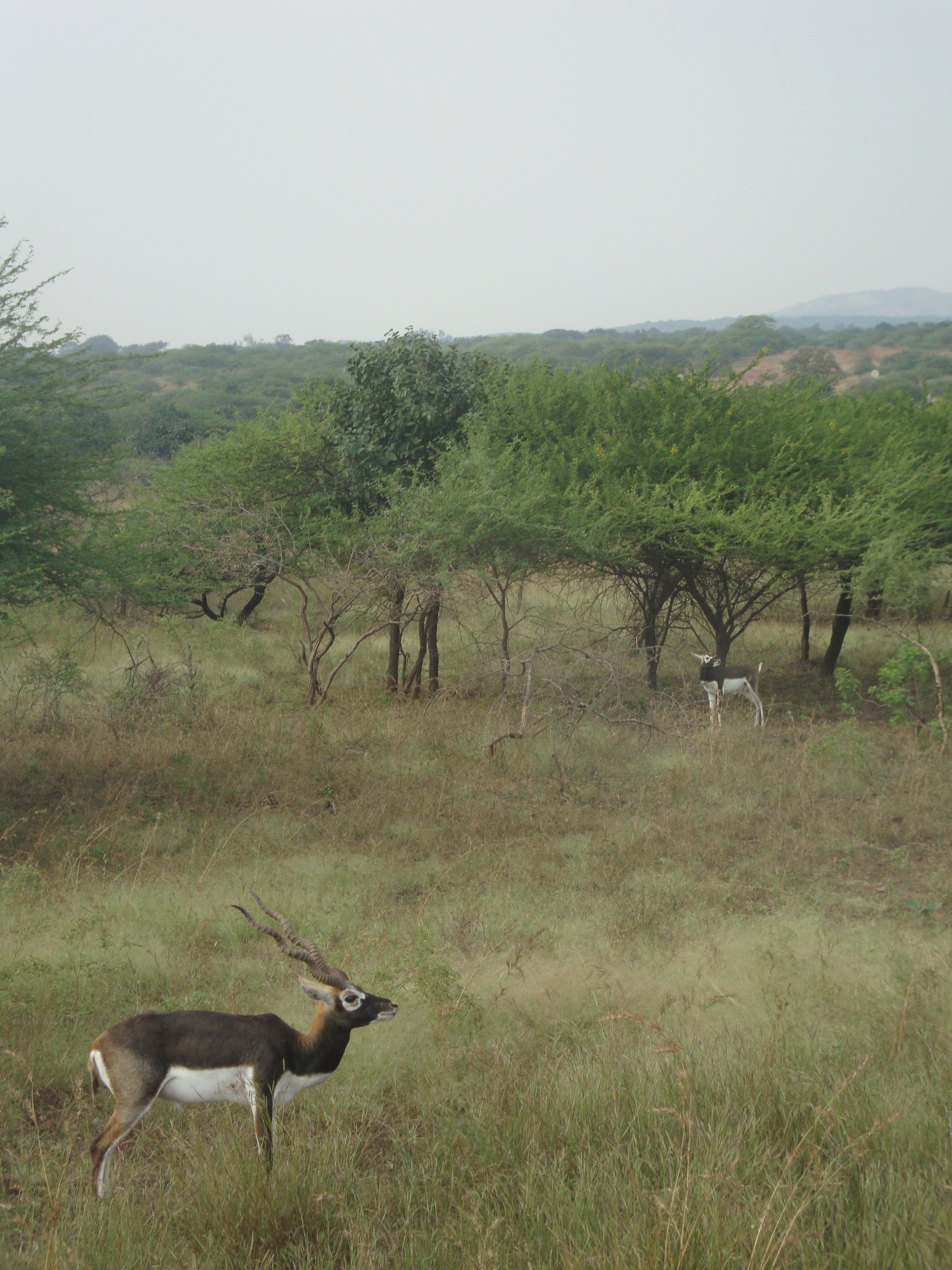
Hirschziegenantilopen im Nationalpark

Im Gir-Gebiet leben heute über 400 Asiatische Löwen, von denen etwa 300 im Gir-Forest selbst, die restlichen in umliegenden Gebieten leben. Darüber hinaus kommen im Gebiet über 300 Leoparden und etwa 150 Streifenhyänen vor. Damit besitzt es eine der größten Raubtierdichten Indiens. Als natürliche Beute stehen den Großraubtieren insgesamt knapp 65.000 wildlebende Huftiere (Stand 2010) zur Verfügung. Diese setzen sich aus etwa 52.000 Axishirschen, 4.500 Wildschweinen, 4.000 Sambarhirschen, 3.000 Nilgauantilopen, 740 Indische Gazellen und 300 Vierhornantilopen zusammen. Auch die Hirschziegenantilope wird unter den Arten des Gir-Forest aufgeführt, dürfte aber allenfalls in sehr geringer Zahl vorkommen. Weitere Großtierarten des Nationalparks sind Lippenbär, Goldschakal, Hulman und Sumpfkrokodil. Der Nationalpark beherbergt insgesamt etwa 250 Vogelarten, weitere 50 leben im näheren Umkreis.

## Haustierbestände
Im Gir-Forest weiden neben den Wildtieren zahlreiche Haustiere der einheimischen Bevölkerung, darunter vor allem Wasserbüffel und Rinder. Vor 1972, als man begann Teile der Bevölkerung und deren Haustiere umzusiedeln, kamen nur etwa 6.000 wildlebende Huftiere und weniger als 200 Löwen vor. Damals wurden die Haustierbestände von etwa 24.000 auf etwas über 12.000 Tiere in den 1980er Jahren reduziert. Gleichzeitig stieg die Zahl der Wildtiere stark an. Heute leben 65.000 wilde Huftiere im Gir-Forest. In den letzten Jahren stieg die Zahl der Haustiere allerdings wieder an und ihre Zahl beträgt heute im Gir-Forest wieder fast 24.000 Tiere (Stand 2010). Haustiere stellen Nahrungskonkurrenten für die Wildtiere dar und beschränken daher die Zahl der wildlebenden Weidetiere und letztendlich die der Raubtiere. Die Biomasse an wildlebenden Pflanzenfressern beträgt heute (ohne die etwa 4.500 Wildschweine gerechnet) etwa 3,82 Millionen kg (Stand 2010). Die Gesamtbiomasse der Haustiere liegt mit 6,82 Millionen kg (Stand 2010) deutlich darüber, obwohl ihre Zahl geringer ist, da die gehaltenen Tiere im Durchschnitt ein höheres Körpergewicht besitzen.